# Török labdarúgó-bajnokság (első osztály)
A török labdarúgó-bajnokság (korábbi elnevezései: nemzeti bajnokság, Első Labdarúgó-bajnokság és Első Szuperliga), törökül: Süper Lig („szuperliga”) Törökország első osztályú labdarúgó-bajnoksága, melyet a Török labdarúgó-szövetség szervez.

## Története
A bajnokságot 1959-ben alapították, azzal a céllal, hogy egyesítsék az ország számos regionális bajnokságát. A szezon minden évben augusztusban kezdődik és májusig tart, télen egy hónapos szünettel. A bajnokságban szereplő 18 csapat két-két meccset játszik, egyet otthon, egyet vendégként. Az utolsó három helyen végzett csapat visszakerül a másodosztályba (1. Lig), illetve a másodosztály három legjobb csapata felkerül az első osztályba.
A bajnokság első két helyezettje képviseli Törökországot az UEFA-bajnokok ligája selejtezőjén. A bajnokság harmadik helyezettje és a török kupa-győztes csapat nevez az UEFA-kupára.
Az 1990-es évek elején megjelentek Törökországban a kereskedelmi televíziócsatornák, aminek következtében licitálni kezdtek a közvetítések jogaiért, egyre több pénzt fektetve a bajnokságba. Az élő közvetítés jogát 2004 óta a Digiturk televíziócsatorna birtokolja, a 135,85 millió líra (17 milliárd forint) értékű szerződés 2010-ben jár le.
2005-ben a Török labdarúgó-szövetség ötéves megállapodást kötött a Turkcell mobiltelefon-szolgáltatóval, azóta a bajnokság hivatalos neve Turkcell Süper Lig.

## Bajnokok
1957 óta csupán hat klubnak sikerült nemzeti bajnokságot nyernie, ezek a Fenerbahçe (19), a Galatasaray (22), a Beşiktaş (16) a Trabzonspor (7) a Bursaspor és az İstanbul Başakşehir (1).
Az első három, isztambuli klubot a Három Nagyként emlegetik (Üç Büyükler).
Győzelmek:
- Galatasaray (22): 1961–62, 1962–63, 1968–69, 1970–71, 1971–72, 1972–73, 1986–87, 1987–88, 1992–93, 1993–94, 1996–97, 1997–98, 1998–99, 1999–2000, 2001–02, 2005–06, 2007–08, 2011-12, 2012-13, 2014-15, 2017-18, 2018-19
- Fenerbahçe (19): 1959, 1960–61, 1963–64, 1964–65, 1967–68, 1969–70, 1973–74, 1974–75, 1977–78, 1982–83, 1984–85, 1986–87, 1995–96, 2000–01, 2003–04, 2004–05, 2006–07, 2010-11, 2013-14
- Beşiktaş (16): 1957, 1958, 1959–60, 1965–66, 1966–67, 1981–82, 1985–86, 1989–90, 1990–91, 1991–92, 1994–95, 2002–03, 2008-09, 2015-16, 2016-17, 2020-21
- Trabzonspor (7): 1975–76, 1976–77, 1978–79, 1979–80, 1980–81, 1983–84, 2021–22
- Bursaspor (1): 2009-10
- İstanbul Başakşehir (1): 2019-20

| Szezon    | Bajnok              | Második             |
| --------- | ------------------- | ------------------- |
| 1957      | Beşiktaş            | Galatasaray         |
| 1958      | Beşiktaş            | Galatasaray         |
| 1959      | Fenerbahçe          | Galatasaray         |
| 1959–1960 | Beşiktaş            | Fenerbahçe          |
| 1960–1961 | Fenerbahçe          | Galatasaray         |
| 1961–1962 | Galatasaray         | Fenerbahçe          |
| 1962–1963 | Galatasaray         | Beşiktaş            |
| 1963–1964 | Fenerbahçe          | Beşiktaş            |
| 1964–1965 | Fenerbahçe          | Beşiktaş            |
| 1965–1966 | Beşiktaş            | Galatasaray         |
| 1966–1967 | Beşiktaş            | Fenerbahçe          |
| 1967–1968 | Fenerbahçe          | Galatasaray         |
| 1968–1969 | Galatasaray         | Eskişehirspor       |
| 1969–1970 | Fenerbahçe          | Eskisehirspor       |
| 1970–1971 | Galatasaray         | Fenerbahçe          |
| 1971–1972 | Galatasaray         | Eskisehirspor       |
| 1972–1973 | Galatasaray         | Fenerbahçe          |
| 1973–1974 | Fenerbahçe          | Beşiktaş            |
| 1974–1975 | Fenerbahçe          | Galatasaray         |
| 1975–1976 | Trabzonspor         | Fenerbahçe          |
| 1976–1977 | Trabzonspor         | Fenerbahçe          |
| 1977–1978 | Fenerbahçe          | Trabzonspor         |
| 1978–1979 | Trabzonspor         | Galatasaray         |
| 1979–1980 | Trabzonspor         | Fenerbahçe          |
| 1980–1981 | Trabzonspor         | Adanaspor           |
| 1981–1982 | Beşiktaş            | Trabzonspor         |
| 1982–1983 | Fenerbahçe          | Trabzonspor         |
| 1983–1984 | Trabzonspor         | Fenerbahçe          |
| 1984–1985 | Fenerbahçe          | Beşiktaş            |
| 1985–1986 | Beşiktaş            | Galatasaray         |
| 1986–1987 | Galatasaray         | Beşiktaş            |
| 1987–1988 | Galatasaray         | Beşiktaş            |
| 1988–1989 | Fenerbahçe          | Beşiktaş            |
| 1989–1990 | Beşiktaş            | Fenerbahçe          |
| 1990–1991 | Beşiktaş            | Galatasaray         |
| 1991–1992 | Beşiktaş            | Fenerbahçe          |
| 1992–1993 | Galatasaray         | Beşiktaş            |
| 1993–1994 | Galatasaray         | Fenerbahçe          |
| 1994–1995 | Beşiktaş            | Trabzonspor         |
| 1995–1996 | Fenerbahçe          | Trabzonspor         |
| 1996–1997 | Galatasaray         | Beşiktaş            |
| 1997–1998 | Galatasaray         | Fenerbahçe          |
| 1998–1999 | Galatasaray         | Beşiktaş            |
| 1999–2000 | Galatasaray         | Beşiktaş            |
| 2000–2001 | Fenerbahçe          | Galatasaray         |
| 2001–2002 | Galatasaray         | Fenerbahçe          |
| 2002–2003 | Beşiktaş            | Galatasaray         |
| 2003–2004 | Fenerbahçe          | Trabzonspor         |
| 2004–2005 | Fenerbahçe          | Trabzonspor         |
| 2005–2006 | Galatasaray         | Fenerbahçe          |
| 2006–2007 | Fenerbahçe          | Beşiktaş            |
| 2007–2008 | Galatasaray         | Fenerbahçe          |
| 2008–2009 | Beşiktaş            | Sivasspor           |
| 2009–2010 | Bursaspor           | Fenerbahçe          |
| 2010–2011 | Fenerbahçe          | Trabzonspor         |
| 2011–2012 | Galatasaray         | Fenerbahçe          |
| 2012–2013 | Galatasaray         | Fenerbahçe          |
| 2013–2014 | Fenerbahçe          | Galatasaray         |
| 2014–2015 | Galatasaray         | Fenerbahçe          |
| 2015–2016 | Beşiktaş            | Fenerbahçe          |
| 2016–2017 | Besiktas            | İstanbul Başakşehir |
| 2017–2018 | Galatasaray         | Fenerbahce          |
| 2018–2019 | Galatasaray         | İstanbul Başakşehir |
| 2019–2020 | İstanbul Başakşehir | Trabzonspor         |
| 2020–2021 | Besiktas            | Galatasaray         |
| 2021–2022 | Trabzonspor         |                     |

Forrás: Türkcell Süper Lig

### Bajnoki címek száma
| Klub                | Címek |
| ------------------- | ----- |
| Galatasaray SK      | 22    |
| Fenerbahçe SK       | 19    |
| Beşiktaş JK         | 16    |
| Trabzonspor         | 7     |
| Bursaspor           | 1     |
| İstanbul Başakşehir | 1     |

## Rekordok
Szezon
- Leghosszabb szezon: 1962-1963 (42 mérkőzés)[3]

Csapat
- Legtöbb bajnoki cím: Galatasaray
- Nyerőszéria (bajnoki cím): Galatasaray, egymás után négyszer győzött.
- Legnagyobb gólkülönbség: 1989-1990 Beşiktaş - Adana Demirspor (10-0)
- Legjobban teljesítő együttes: 1988-1989 Beşiktaş (29 győzelem, 6 döntetlen, 1 vereség)
- Leghosszabb ideig veretlen: Beşiktaş (48 mérkőzés)
- Egy szezonban veretlen: 1985-1986 Galatasaray, 1991-1992 Beşiktaş
- Legtöbb győzelem egy szezonban: 1959-1960 Beşiktaş, 1988-1989 Fenerbahçe (29)
- Legtöbb gól: 1988-1989 Fenerbahçe (103)
- Legtöbb győzelem hazai pályán egymás után: Galatasaray (25)
- legtöbb pontszám: 2002-2003 Beşiktaş (85 pont - 26 győzelem, 7 döntetlen, 1 vereség)

Játékosok
- Legtöbb alkalommal gólkirály: Metin Oktay (hatszor)
- Legtöbb gól: Hakan Şükür (249)
- Egy szezonban legnagyobb gólkirály: 1987-1988 Tanju Çolak (39)
- Legtöbbször nemzeti bajnok: Bülent Korkmaz és Hakan Şükür (8 szezon)
- Legtöbb gól egy mérkőzésen: Tanju Çolak (6)

| Helyezés                                                                                  | Játékos         | Gólok |
| ----------------------------------------------------------------------------------------- | --------------- | ----- |
| 1                                                                                         | Hakan Şükür     | 249   |
| 2                                                                                         | Tanju Çolak     | 240   |
| 3                                                                                         | Hami Mandıralı  | 219   |
| 4                                                                                         | Metin Oktay     | 217   |
| 5                                                                                         | Aykut Kocaman   | 200   |
| 6                                                                                         | Feyyaz Uçar     | 191   |
| 7                                                                                         | Serkan Aykut    | 188   |
| 8                                                                                         | Fevzi Zemzem    | 144   |
| 9                                                                                         | Cenk İşler      | 131   |
| 10                                                                                        | Mehmet Özdilek  | 130   |
| 10                                                                                        | Saffet Sancaklı | 130   |
| Utolsó frissítés: 2008. május 10. A dőlt betűvel jelzett játékosok jelenleg is játszanak. |                 |       |

Edzők
- Legtöbb bajnokság: Ahmet Suat Özyazıcı és Fatih Terim (4 szezon)

Forrás: Turkcell Süper Lig

## UEFA-rangsor
A török nemzeti bajnokság helyezése 2019-ben, az UEFA rangsorában, dőlt betűvel az előző szezonbéli helyezés, zárójelben az UEFA-együttható.
- 9     (9)  Premjer-Liha (29,700)
- 10  (10)  Turkcell Süper Lig (29,400)
- 11   (12)  Österreichische Fußball-Bundesliga (27,925)

## Lásd még
- Török labdarúgó-stadionok listája